# Ocyptamus braziliensis
Ocyptamus braziliensis är en tvåvingeart som först beskrevs av Charles Howard Curran 1939.  Ocyptamus braziliensis ingår i släktet Ocyptamus och familjen blomflugor. Inga underarter finns listade i Catalogue of Life.